# Піддубний Олександр Анатолійович
Олекса́ндр Анато́лійович Підду́бний — старший сержант Збройних сил України, учасник російсько-української війни. Повний кавалер ордена «За мужність».

## З життєпису
Помічник дільничного, Глобинський райвідділ міліції. Доброволець, з липня 2014-го — в добровольчому батальйоні МВД «Полтава».
14 січня 2015-го підрозділ зачищав населений пункт, зазнав осколкових поранень рук і ніг під час мінометного обстрілу в селі Кам'янка під Дебальцевим. Лікарі мусили ампутувати ліву руку.

## Нагороди
- За особисту мужність, сумлінне та бездоганне служіння Українському народові, зразкове виконання військового обов'язку — нагороджений орденом «За мужність» III ступеня (3.11.2015).
- За особисту мужність і самовіддані дії, виявлені у захисті державного суверенітету та територіальної цілісності України, вірність військовій присязі — нагороджений орденом «За мужність» II ступеня (10.3.2022)[1].
- За особисту мужність, виявлену у захисті державного суверенітету та територіальної цілісності України, самовіддане виконання військового обов'язку — нагороджений «За мужність» I ступеня (15.4.2023)[2].